# Maurice Michael Otunga
Maurice Michael Otunga (Chebukwa, 31 gennaio 1923 – Nairobi, 6 settembre 2003) è stato un cardinale e arcivescovo cattolico keniota.

## Biografia
Era figlio di un capotribù, che ebbe circa settanta mogli. Si convertì al cattolicesimo e fu battezzato nel 1935. Suo padre sarà battezzato nel 1963 e sua madre nel 1965.
Studiò in Kenya e in Uganda. Nel 1947 rifiutò di succedere a suo padre come capotribù. In quello stesso anno si recò a Roma, per studiare al Pontificio Ateneo Urbaniano, da cui nel settembre del 1951 otterrà la licenza in teologia.
Fu ordinato sacerdote a Roma il 3 ottobre 1950 dal cardinale Pietro Fumasoni Biondi, prefetto della Congregazione di Propaganda Fide.
Nel 1951 intraprese un viaggio di alcuni mesi per l'Europa, visitando l'Italia, Parigi, Lourdes, l'Inghilterra e l'Irlanda. Tornò quindi in Kenya, dove dal 1951 al 1954 fu professore nel seminario di Kakamega. Divenne quindi segretario di James Knox, delegato apostolico dell'Africa britannica e risiedette a Mombasa, effettuando però frequenti viaggi in tutta l'Africa.
Il 17 novembre 1956 fu eletto vescovo titolare di Tacape e vescovo ausiliare di Kisumu. Il 25 febbraio 1957 fu ordinato vescovo da James Robert Knox.
Il 21 maggio 1960 divenne il primo vescovo di Kisii.
Il 20 maggio 1964 divenne ordinario militare in Kenya.
Il 15 novembre 1969 fu nominato vescovo coadiutore di Nairobi e arcivescovo titolare di Bomarzo. Successe all'arcivescovo il 24 ottobre 1971. Fu presidente della Conferenza dei vescovi cattolici del Kenya.
Papa Paolo VI lo elevò al rango di cardinale nel concistoro del 5 marzo 1973 con il titolo di San Gregorio Barbarigo alle Tre Fontane.
Partecipò ad entrambi i conclavi del 1978, che elessero papa Giovanni Paolo I e papa Giovanni Paolo II.
Il 21 aprile 1997 rassegnò le dimissioni come arcivescovo di Nairobi e il 29 agosto dello stesso anno come ordinario militare.
Morì a Nairobi nel 2003 e fu sepolto prima nel cimitero di Msongari per poi essere traslato nei Resurrection Gardens di Karen due anni dopo.
Maurice Michael Otunga fu il primo keniota a divenire presbitero, vescovo, arcivescovo e cardinale.
L'11 novembre 2011 presso l'Arcidiocesi di Nairobi è stata aperta solennemente, nella basilica della Santa Famiglia, la sua causa di beatificazione e canonizzazione. Postulatore della causa è il dr. Waldery Hilgeman.

## Genealogia episcopale e successione apostolica
La genealogia episcopale è:
- Cardinale Scipione Rebiba
- Cardinale Giulio Antonio Santori
- Cardinale Girolamo Bernerio, O.P.
- Arcivescovo Galeazzo Sanvitale
- Cardinale Ludovico Ludovisi
- Cardinale Luigi Caetani
- Cardinale Ulderico Carpegna
- Cardinale Paluzzo Paluzzi Altieri degli Albertoni
- Papa Benedetto XIII
- Papa Benedetto XIV
- Papa Clemente XIII
- Cardinale Marcantonio Colonna
- Cardinale Giacinto Sigismondo Gerdil, B.
- Cardinale Giulio Maria della Somaglia
- Cardinale Carlo Odescalchi, S.I.
- Cardinale Costantino Patrizi Naro
- Cardinale Lucido Maria Parocchi
- Cardinale Pietro Respighi
- Cardinale Pietro La Fontaine
- Cardinale Celso Benigno Luigi Costantini
- Cardinale James Robert Knox
- Cardinale Maurice Michael Otunga

La successione apostolica è:
- Vescovo Urbanus Joseph Kioko (1973)
- Vescovo Silas Silvius Njiru (1976)
- Vescovo Colin Cameron Davies, M.H.M. (1977)
- Vescovo John Christopher Mahon, S.P.S. (1978)
- Arcivescovo Zacchaeus Okoth (1978)
- Arcivescovo Nicodemus Kirima (1978)
- Vescovo Ambrogio Ravasi, I.M.C. (1981)
- Vescovo Erkolano Lodu Tombe (1986)
- Vescovo Joseph Mairura Okemwa (1995)
- Vescovo Alfred Kipkoech Arap Rotich (1996)